# 후지오카촌 (시즈오카현)
후지오카촌(富士岡村)은 시즈오카현의 북동, 후지산 동쪽 기슭에 있던 슨토군의 촌이다. 1955년에 주변 정촌과 함께 고텐바시에 편입되었다. 

## 지리
기세강 유역에 후지오카촌이 있으며 동쪽은 하코네산, 서쪽은 후지산 기슭의 오노하라에 접해 있다. 

## 역사
- 1889년 4월 1일 - 정촌제 시행에 의해 슨토군 후지오카촌이 성립하였다.
- 1955년 2월 11일 - 고텐바정, 다마호촌, 하라사토촌, 인노촌과 합병해 고텐바시가 성립하여, 동일 후지오카촌은 폐지되었다.

## 미군의 주둔이후
제2차 세계대전 후 미군 주둔 당시 후지오카 중학교 부근이 수용되어 미군 캠프 안에 중학교가 있는 초유의 사태가 벌어졌다. 게다가 그 주변을 매춘부가 배회하는 참상이 국회에서 다뤄졌다.

## 교통

### 철도
- 일본국유철도
  - 고텐바선

## 참고 문헌
- 参議院第15回国会（昭和27年） 予算委員会 - 岩間正男議員の発言中に富士岡中学校に触れている。